# Amy, la niña de la mochila azul
Amy, la niña de la mochila azul (no Brasil: Amy, a Menina da Mochila Azul) é uma telenovela mexicana infantil produzida e exibida originalmente pela Televisa entre 23 de fevereiro a 30 de julho de 2004 substituindo Alegrijes y rebujos e sendo substituída por Misión S.O.S.
A trama apresenta Danna Paola e Joseph Sasson como protagonistas infantis, Eduardo Capetillo e Nora Salinas como protagonistas adultos, com atuações estrelares de Pedro Armendáriz Jr., Tatiana  e Fabián Robles com participações antagônicas de Lorena Herrera, Alejandro Tommasi, Alejandra Procuna, Alejandra Meyer e Manuel Landeta.

## Sinopse
Rapidamente em seu caminho os furacões destroem cidades inteiras. A fúria dos ventos é capaz de levantar casas e torná-las como pequenos aviões de papel. Tão impressionante como a fúria, porém, é a calma e o silêncio que fica depois do furacão. Afinal tudo parece ficar imóvel, parece que o tempo pára. No meio dessa estranha calma, o capitão Matiás e sua esposa, Pérola, encontraram uma preciosa bebêzinha flutuando no meio do mar. Embora Pérola e Matiás fossem um casal feliz, o bebê deu um novo sentido em suas vidas. E assim, a batizaram com o nome de Amy.
Eles formavam uma família perfeita. Um dia estavam os três em alto mar, a bordo de um dos maiores barcos de Matiás, e de repente foram surpreendidos por uma terrível tormenta. Pérola escorregou e caiu no mar. Ao perceber que não teria como sobreviver, ela pediu a Matiás para sempre cuidar e proteger sua bebêzinha e nunca abandonar a pequena Amy.
Assim, Amy e Matiás ficaram sós. Desde então, Matiás jamais voltou a ser o mesmo, aquele grande pescador, o mais valente de Porto Esperança. Ele passou a ter um tremendo temor do mar, um medo terrível que nunca mais saiu novamente para pescar.
Pouco a pouco, Matiás foi perdendo tudo. Agora, o que possui é somente para comer e pagar o colégio de Amy. Cláudio, o terrível, ambicioso e inescrupuloso líder dos pescadores, no qual quer tirar o único barco que restou a Matiás, o velho Bucanero.
O Bucanero e um barco velho caindo aos pedaços, usado para pesca de camarão. Desde o acidente o Bucanero está ancorado próximo aos pescadores. Aos olhos de muitos, não passa de um monte de ferros flutuantes. No entanto, por incrível que pareça, Amy e o capitão Matiás aprenderam a ser felizes.
Amy tornou-se uma linda menina de oito anos. Deseja ser capitã, como seu querido pai. Para ajudá-lo, Amy recolhe conchas do mar e com elas faz colares que vende nas ruas do povoado e na praia.
Quem não conhece Amy pode confundi-la com um menino, pois ela é travessa, atrevida e se veste como um marinheiro. Algumas pessoas sentem pena dela, outras a ignoram por não ter uma família comum e não morar em uma casa normal. Para Amy nada disso importa. A única coisa realmente importante é que ela e seu pai se amam.
O que Amy não sabe é que seu verdadeiro pai é Otávio Bitencurt, um nobre milionário que acabou de chegar ao porto com a esperança de encontrar o filho perdido há nove anos, durante o furacão. Otávio está com câncer e tem os dias contados. O filho, que ele pensa ser um menino, herdará a sua fortuna. Desesperado, Otávio se disfarça de palhaço na busca pela criança e conhece Amy. Os dois tornam-se grandes amigos. Otávio não imagina que na realidade a menina é sua filha.
Amy tem uma turma chamada Os Caçadores de Tesouros. Todas as tardes as crianças da turma fazem uma fogueira para escutar os relatos de Matiás. Assim ficam sabendo que em um lugar chamado A Cova dos Espíritos está enterrado um fabuloso tesouro Maia, e que ninguém conseguiu chegar até lá. Segundo a lenda, somente um nobre, de coração e espírito, montado em um corcel de ferro poderá chegar até o tesouro. Este nobre de coração é Raúl, um menino que chega da capital dirigindo uma velha caminhonete que acabou ficando sem gasolina. Amy encontra uma alma gêmea, que anseia por aventuras. Aí nasce uma relação inocente e mágica.
Não muito longe do porto, numa pequena ilha, existe um imponente e pavoroso castelo, mais conhecido como Orfanato São Felipe. Lá vive uma mulher má, a temida Carlota. Ela é perversa e usa os órfãos como pretexto para obter dinheiro de pessoas caridosas. Ela utiliza o dinheiro para comprar jóias, pois tem por objetivo possuir a maior coleção de jóias do mundo. Para evitar ser descoberta, Carlota se encarrega de botar medo nos meninos que moram no orfanato, com castigos severos. Mas Carlota tem um problema: para continuar recebendo donativos, terá que abrigar mais crianças. E assim ela passa a ficar de olho em Amy, uma menina cuja paternidade é duvidosa e o pai de criação tem problemas econômicos.
Graças a uma mensagem que os órfãos de São Felipe enviam em uma garrafa de cristal, Amy fica sabendo das intenções de Carlota. Desde então, a possibilidade de ser separada de seu pai vira um pesadelo. Para agravar a situação, Amy sabe que em São Felipe as crianças que não cumprem as regras de Carlota são presas em uma torre, sem comida.
Minerva, que agora é cúmplice de Carlota, quando criança também foi uma de suas vítimas. Carlota roubou sua infância e assim ela se tornou uma menina fantasma, que passou a infância chorando, trancafiada na torre mais alta do castelo esperando o dia em que uma alma valente a resgatasse.
Esse coração valente é Amy. Ao chegar em São Felipe, Amy descobre que sua missão é lutar contra as maldades de Carlota, resgatar os orfãos e Minerva de si mesma, mas Amy não está sozinha: ela tem a ajuda de Raúl, da turma e de sua amiga Coral, uma linda sereia que a guiará ao longo de toda a história. Essa sereia dá de presente a Amy uma estrela do mar mágica onde está indicando os “cinco caminhos de luz”. Cada um conduziria a um universo mágico em que Amy encontrará o maior tesouro do mundo: A Felicidade, mas essa aventura pode ser muito perigosa para Amy - existe alguém muito malvado que pretende tirar a estrela mágica dos 5 pontos de Amy, um homem que se chamava "Ivaldoviti Petroviti". Era dono de um circo que estava ali na cidade, e na verdade se chamava "Tritão" - era um peixe que havia muito tempo foi expulso do mar por ser um peixe mau e egoísta desde então quer a estrela de 5 pontos por que só assim com esses 5 caminhos de luz poderá regressar ao mar, recuperar seus poderes e se vingar de todos os seres marinhos.

## Elenco
- - Danna Paola - Amy Granados
  - Joseph Sasson - Raúl Hinojosa
  - Eduardo Capetillo - Octavio Betancourt
  - Nora Salinas - Emilia Álvarez-Vega
  - Lorena Herrera - Leonora Rivas
  - Tatiana (cantora) - Coral
  - Pedro Armendáriz Jr. - Capitán Matías Granados
  - Alejandro Tommasi - Claudio Rosales
  - Alejandra Meyer - Prefecta Carlota
  - Harry Geithner - César
  - Alejandra Procuna - Minerva Camargo
  - Carlos Speitzer - Adrián González Pedrero "El Gato"
  - Álex Perea - Germán Rosales "Chayote"
  - Geraldine Galván - Mary Loly Álvarez-Vega
  - Nicole Durazo - Mary Pily Álvarez-Vega
  - Luciano Corigliano - Paulino Rosales "El Pecas"
  - Alejandro Speitzer - Tolín
  - Christopher Uckermann - Rolando
  - Grisel Margarita - Carolina Hinojosa
  - Sharis Cid - Angélica Hinojosa #1 (Capítulos 3-78)
  - Yolanda Ventura - Angélica Hinojosa #2 (Capítulos 79-115)
  - David Ostrosky - Sebastián Hinojosa
  - Fabián Robles - Bruno
  - Felicidad Aveleyra - Ana
  - Manuel Landeta - Tritón
  - Raúl Padilla "Chóforo" - Jerónimo
  - Manuel "El Loco" Valdés - Marcelo Alvarez
  - María Luisa Alcalá - Virginia Castro
  - Juan Verduzco - Román
  - Lucero Lander - Perla de Granados
  - Rosangela Balbó - Perpetua de Betancourt
  - Ricardo de Pascual - Dagoberto
  - Isabel Molina - Mercedes
  - María Fernanda Sasian - Mini
  - Lilibeth - Luly
  - Greta Cervantes - La Niña Fantasma / Minerva (niña)
  - Carlos Colin - Marcial Álvarez-Vega
  - Jorge Alberto Bolaños - Papa de Marcial, Mary Loly y Mary Pily
  - Juan Carlos Flores - Fabián
  - Rossana San Juan - Soledad
  - Alejandro Villeli - Barracuda
  - Caty - Alicia
  - Álvaro Carcaño - Jacinto Rosales
  - Héctor Cruz - Roberto
  - Jorge Ortín - Manuel
  - Jorge Trejo - Pacoco
  - Julio Vega - Melesio
  - Levi Nájera - René
  - Luis Fernando Torres - Walter
  - Moisés Suárez - Benigno
  - Ricky Mergold - Plutarco
  - Roberto Munguía - Ramiro
  - Roberto Ruy - Juvenal
  - Ricardo Kleinbaum - Mauro
  - Sandra Destenave - Graciela
  - Sebastián - Chacho
  - Karen Sandoval - Valeria
  - Miguel Pérez - Uri
  - Linet

## Exibição no Brasil
Foi exibida no Brasil, pelo SBT, entre 26 de abril e 10 de setembro de 2004, em 115 capítulos no horário nobre, substituindo Poucas, poucas pulgas e antecedendo Alegrifes e Rabujos.
Foi exibida pela primeira vez pelo canal pago TLN Network entre 6 de setembro de 2010 a 11 de fevereiro de 2011 substituindo Cúmplices de um resgate e sendo substituída por Luz Clarita.
Foi exibida pela segunda vez pelo TLN Network entre 2 de março a 7 de agosto de 2015 substituindo Poucas poucas pulgas e sendo substituída por Maria Belém.
Foi exibida pela terceira vez pelo TLN Network entre 11 de junho a 16 de novembro de 2018 substituindo Viva às crianças e sendo substituída por Alegrifes e rabujos.

## Trilha Sonora

### Volume 1[4]
1. Azul Como El Cielo
2. La de la Mochila Azul
3. Mi Capitán
4. Reconstruyamos el Bucanero
5. Cazadores de Tesoros
6. Hija del Mar
7. Una Senal
8. Piratas del Risco
9. Valiente
10. ¡¡¡Minerva, No Te la Lleves!!!
11. Amy, Amy
12. Amor de Niños
13. El Mapa del Tesoro

### Volume 2[5]
1. Caminos de luz
2. Ritual de Iniciación
3. Se Busca una mirada
4. El tiburonn chimuelo
5. La fogata
6. La marcha del orfanato (La venganza)
7. El cielo en brazos de papa
8. Tu siempre estarás
9. Milagrito
10. Corazon de Niña
11. Tu nombre Está en las estrellas
12. Chiquita pero picosa
13. Que se sentriá tener mamá
14. El mundo es un hit